# Robert B. Campbell

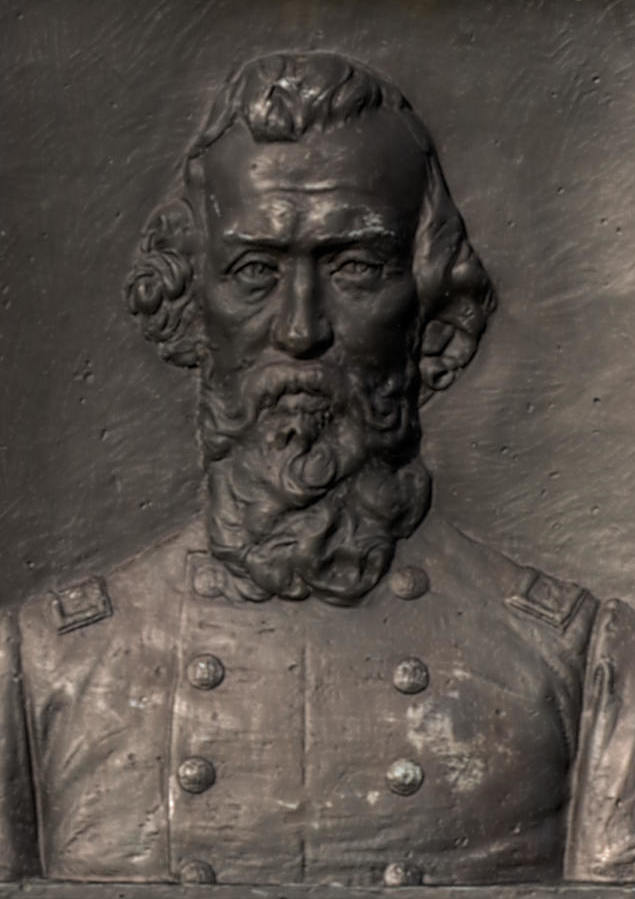
Bronzerelief von Robert B. Campbell.

Robert Blair Campbell (*  1787 im Marlboro County, South Carolina; † 12. Juli 1862 in Ealing, England) war ein US-amerikanischer Politiker. Zwischen 1823 und 1825 und nochmals von 1834 bis 1837 vertrat er den Bundesstaat South Carolina im US-Repräsentantenhaus. Er war ein älterer Bruder von John Campbell (1795–1845), der zwischen 1829 und 1845 ebenfalls für South Carolina im Kongress saß.

## Leben
Das genaue Geburtsdatum und der Geburtsort von Robert Campbell sind unbekannt. Er erhielt zunächst eine private Ausbildung und besuchte dann eine Schule in Fayetteville (North Carolina). Danach studierte er bis 1809 am South Carolina College, der heutigen University of South Carolina in Columbia. Anschließend wurde er in der Landwirtschaft tätig. Im Jahr 1814, während des Britisch-Amerikanischen Krieges, wurde er Hauptmann der Staatsmiliz.
Politisch war er Mitglied der Demokratisch-Republikanischen Partei. In den 1820er Jahren schloss er sich zunächst der Fraktion um Andrew Jackson an. 1820 kandidierte er noch erfolglos für den Kongress; zwei Jahre später wurde er dann aber im dritten Wahlbezirk von South Carolina in das US-Repräsentantenhaus in Washington, D.C. gewählt. Dort trat er am 4. März 1823 die Nachfolge von Thomas R. Mitchell an. Da er im Jahr 1824 seinem Amtsvorgänger Mitchell unterlag, konnte er bis zum 3. März 1825 nur eine Legislaturperiode im Kongress absolvieren. In den Jahren 1826 und 1830 bewarb er sich jeweils erfolglos um die Rückkehr in das US-Repräsentantenhaus. Im Jahr 1830 wurde er stattdessen in den Senat von South Carolina gewählt.
Durch die Zollgesetzgebung des Bundes brach Campbell mit Andrew Jackson. Er unterstützte die Bewegung in South Carolina, die sich der Durchsetzung des umstrittenen Zollgesetzes widersetzte und gegen Präsident Jackson opponierte. Dies führte zur Nullifikationskrise. Die Anhänger dieser Bewegung wurden als Nullifier bezeichnet, zu denen nun auch Robert Campbell gehörte. Er wurde sogar General der Truppen des Staates, die sich auf einen möglichen Konflikt mit dem Bund vorbereiteten. Nach dem Tod des Kongressabgeordneten Thomas D. Singleton wurde Campbell als Kandidat seiner Bewegung zu dessen Nachfolger im Kongress gewählt. Zwischen dem 27. Februar 1834 und dem 3. März 1835 beendete er Singletons angebrochene Legislaturperiode. Bei den Wahlen des Jahres 1835 wurde Campbell im ersten Distrikt von South Carolina erneut in den Kongress gewählt, wo er am 4. März 1835 die Nachfolge von Henry L. Pinckney antrat. Bis zum 3. März 1837 absolvierte Campbell eine weitere Legislaturperiode im US-Repräsentantenhaus. Dann übernahm sein Bruder John dieses Mandat.
Im Jahr 1840 zog Robert Campbell in das Lowndes County in Alabama. In seiner neuen Heimat wurde er 1840 Abgeordneter im Repräsentantenhaus des Staates. Zwischen 1842 und 1850 war Campbell amerikanischer Konsul in Havanna (Kuba). Dann zog er nach San Antonio in Texas. Dort war er im Jahr 1853 Mitglied einer Kommission, die Grenzstreitigkeiten mit Mexiko klären sollte. Zwischen 1854 und 1861 war Campbell amerikanischer Konsul in England. Nach seiner Abberufung blieb er in diesem Land. Er starb am 12. Juli 1862 im Londoner Vorort Ealing.
Seine Tochter, Laura Campbell Palfrey, und sein vier Jahre alter Enkelsohn, Robert Blair Campbell Palfrey, kamen im Oktober 1866 beim Untergang des Raddampfers Evening Star vor Tybee Island ums Leben. 